# Thomas Erpingham
Thomas Erpingham KG (Norfolk, c. 1357 - Norwich, 27 de junio de 1428) fue un militar y administrador inglés que sirvió lealmente a tres generaciones de la Casa de Lancaster, incluidos los reyes ingleses Enrique IV y Enrique V, y cuya carrera militar abarcó cuatro décadas.
Después de la usurpación lancasteriana del trono inglés en 1399, su carrera al servicio de Enrique IV se transformó a medida que ascendía a la prominencia nacional, y a través de su acceso al patrocinio real, adquirió una gran riqueza e influencia.
Erpingham nació en el condado inglés de Norfolk y fue nombrado caballero cuando era joven. Durante el reinado de Ricardo II sirvió bajo el mando del tío del rey, Juan de Gante, duque de Lancaster, en España y Escocia, y estuvo con el hijo de Gante, Henry Bolingbroke, en las cruzadas en Lituania, Prusia y Tierra Santa. Erpingham acompañó a Bolingbroke al exilio en octubre de 1398, y estaba con él cuando arribó a Ravenspurn en julio de 1399 para reclamar su herencia como duque de Lancaster, después de que sus tierras fueran confiscadas por Ricardo II. Bolingbroke recompensó a Erpingham nombrándolo alguacil del castillo de Dover y director de los Cinque Ports, y después de ascender al trono como Enrique IV lo nombró chambelán de la casa real. Erpingham más tarde ayudó a reprimir la rebelión de Epifanía y fue nombrado tutor del segundo hijo de Enrique IV, Tomás. Fue miembro del Consejo privado, y actuó en un momento como mariscal de Inglaterra. Intentó que Henry le Despenser, el obispo anti-lancasteriano de Norwich, fuera acusado de rebelde.  
Al convertirse en rey en 1413, el hijo de Enrique IV, Enrique de Monmouth, nombró a Erpingham como administrador de la casa real. El reinado de Enrique IV estuvo marcado por la anarquía, pero Enrique V y sus administradores demostraron ser extraordinariamente eficaces, y en doce meses se restableció la ley y el orden en toda Inglaterra. En 1415 Erpingham fue contratado para servir como caballero banneret,  se unió a la campaña de Enrique para recuperar sus tierras ancestrales perdidas en Francia y Normandía y presidió la rendición de Harfleur. El 25 de octubre de 1415 dirigió a los arqueros en la batalla de Azincourt, donde se colocó junto al rey. 
Erpingham se casó dos veces, pero no tuvo hijos. Fue benefactor de la ciudad de Norwich, donde construyó la puerta principal de la catedral, entrada a la que le fue asignada su nombre. Murió el 27 de junio de 1428 y fue enterrado en la nombrada catedral.

## Ascendencia e infancia

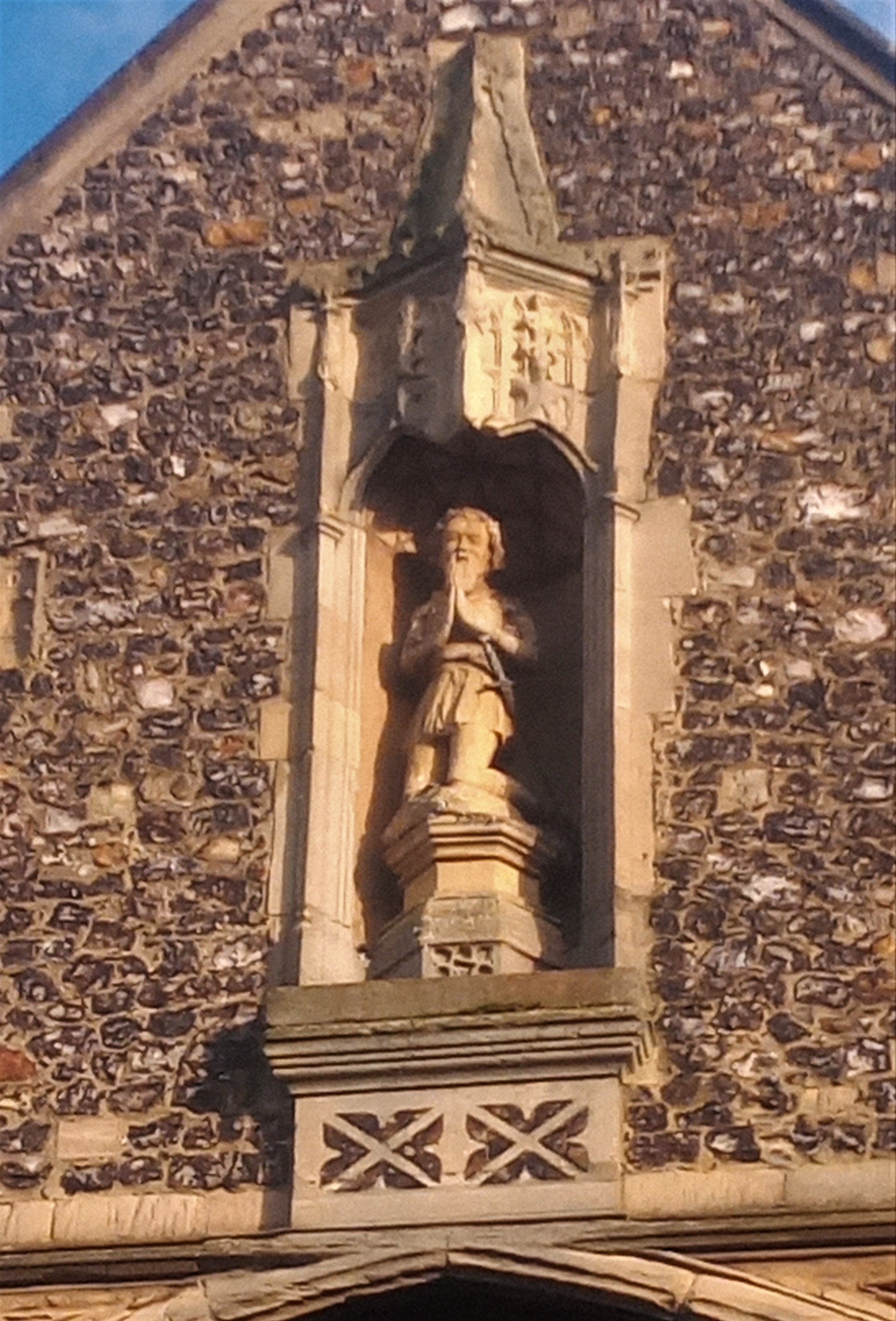
Estatua de Sir Thomas Erpingham (Puente Erpingham, Norwich)

Thomas Erpingham nació hacia 1357 y sus padres fueron Sir John de Erpingham, oriundo de la parroquia civil de Erpingham en el condado de Norfolk y Wickmere en Norfolk, Inglaterra.  Su abuelo, Sir Robert de Erpingham aparece registrado como titular de la mansión Erpingham en 1316 y Erpingham y Wickmere en 1346. Sir Robert representó a Norfolk en el parlamento durante las décadas de 1330 y 1340.
En 1350, Sir Robert y su hijo Sir John de Erpingham fueron testigos del pleito de Nicholas de Snyterle, rector de «Matelask» (Matlaske cerca de Erpingham), Philip Tynker y Maud, su esposa, contra un mesonero local.
Sir John era dueño de una casa en Norwich en Conisford Lane (ahora King Street). Thomas, que habría conocido la casa, posiblemente nació allí. Sus biógrafos no mencionan la identidad de la madre de Erpingham. En septiembre de 1368 pudo haber viajado con su padre a Aquitania al servicio de Eduardo el Príncipe Negro.
Su abuelo murió en 1370, después del 8 de marzo pero antes del 1 de agosto, que fue la fecha de la muerte del padre de Thomas: el 8 de marzo de 1370 en Erpingham, Sir Robert de Erpingham y su hijo Sir John, firmaron sus nombres y dejaron sellos en un estatuto de un escudo entre ocho merletas. En su testamento, Robert dejó legados a todos los frailes de Norwich. Fue enterrado cerca de la puerta sur de la iglesia de Erpingham. Sir John de Erpingham sucedió a su padre Robert, pero no le sobrevivió mucho, muriendo más tarde ese mismo año el 1 de agosto de 1370. Sus restos descansan en la iglesia de Erpingham en el extremo este de la nave meridional.

## Inicio de su carrera

### Carrera militar temprana

Escudo de Sir Thomas Erpingham

Erpingham sirvió para William Ufford, segundo conde de Suffolk en 1372 y estuvo con él en Francia al año siguiente. En 1379 estaba sirviendo bajo el mando del capitán de Calais, William Montagu, segundo conde de Salisbury. En el verano de 1380 fue contratado para el séquito de Juan de Gaunt, duque de Lancaster, un líder militar y el tercer hijo superviviente de Eduardo III de Inglaterra, con quien Salisbury había servido recientemente. Los criados contratados dieron su lealtad de por vida en un contrato personal escrito: se acordaron las condiciones de servicio y pago, y rara vez se relajaron.
Se desconoce el año en que Erpingham fue nombrado caballero, pero es probable que tuviera al menos 21 años. En junio de 1380 fue nombrado «Sir Thomas» en una orden de pago hecha por Lancaster, la fecha más antigua conocida en la que se menciona su título de caballero. El pago, proporcionado por la mansión ducal de Gimingham, fue por un ingreso anual considerable de 20 £; se ha estimado que durante el siglo XV solo 12 000 hogares en Inglaterra tenían un ingreso de entre 10 y 300 £. Erpingham acompañço a Lancaster durante la invasión inglesa de Escocia en 1385.
La determinación de Lancaster de gobernar el Reino de Castilla después de su matrimonio con la princesa castellana Constanza en 1371 dominó su vida durante 15 años. En 1386, Ricardo II de Inglaterra acordó liberar los fondos necesarios para que Lancaster dirigiera una campaña castellana. El estatus real de Lancaster le dio una prominencia en los asuntos de estado que crearon tensión entre él y Richard, y los asesores del rey vieron el costo de la campaña castellana como un precio que valía la pena pagar por la libertad política que Richard obtendría con la ausencia de Lancaster.
Erpingham estaba con Lancaster cuando su ejército zarpó de Plymouth en julio de 1386. Arribó a Brest, Francia, y relevó temporalmente a la guarnición inglesa sitiada. Tras dejar Brest, el ejército llegó a La Coruña y puso Galicia bajo control inglés. Juan I de Portugal se unió a Lancaster en marzo de 1387, pero debido a la falta de comida para sus animales y las exitosas tácticas defensivas empleadas por los castellanos, su campaña fue abandonada después de seis semanas. En 1388, Erpingham participó ante Carlos VI de Francia en un torneo de justas en Montereau, siendo su adversario Sir John de Barres. Según relata el cronista francés Jean Froissart, a mitad del torneo, Erpingham fue golpeado violentamente en su escudo por su oponente y cayó de su caballo. Aturdido por el golpe, logró recuperarse y continuar la justa, «a satisfacción del rey y sus señores».
Erpingham fue enviado de regreso a Inglaterra para vigilar al hijo de Lancaster, Henry Bolingbroke, y se puso a su servicio. En 1390 estaba con el séquito de Bolingbroke cuando cruzó el Canal de la Mancha con la intención de unirse al duque Luis II de Borbón en un asedio del puerto tunecino de Mahdia en una expedición cruzada a través de Marsella. La expedición fue abandonada cuando Carlos VI le negó el permiso para viajar por Francia. Bolingbroke luego emprendió una cruzada en Lituania.  Erpingham, uno de los hombres más confiables y experimentados de Lancaster, pertenecía a lo que el historiador Douglas Biggs describe como "la parte 'adulta' de la fuerza de Henry": hombres mayores que probablemente fueron enviados por Lancaster para guiar y proteger a su hijo.  La «cruzada» culminó con un asedio infructuoso de Vilnius y la captura de mujeres y niños lituanos, que luego se convirtieron al cristianismo. No se sabe si Erpingham estuvo presente con Bolingbroke en el asedio.

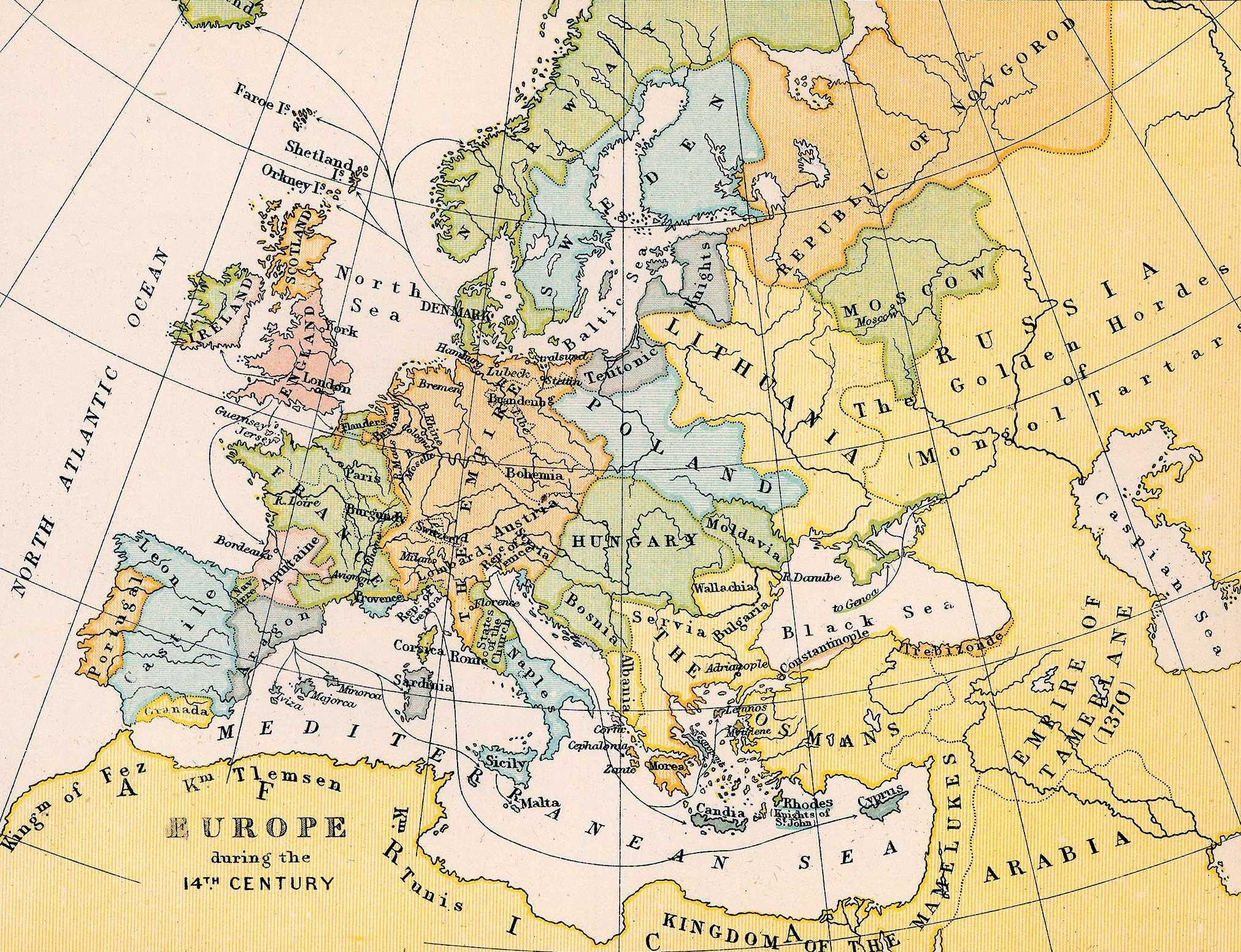
Erpingham viajó por toda Europa durante su carrera militar.

Erpingham estaba con Bolingbroke cuando regresó innecesariamente a Prusia en julio de 1392; se estaba firmando la paz en Lituania entre su gobernante, Władysław II Jagiełło, y su primo Vytautas, y los cruzados que habían apoyado a este último ya se habían ido. Bolingbroke y su reducido séquito viajaron por Europa y el Cercano Oriente, visitando Praga, Viena, Corfú y Tierra Santa. Se cree que fue en Italia donde Erpingham obtuvo la seda para la casulla que lleva su nombre, ahora en el Victoria and Albert Museum.

### Revolución de 1398
La historiadora Helen Castor ha descrito la presencia de Lancaster en Anglia Oriental como una «colección dispar» que carecía de coherencia o una identidad única. Erpingham se convirtió en el más importante de los sirvientes de Lancaster en la región. Fue designado para una comisión de paz y poderes para preservar el orden en Norfolk tras la revuelta de los campesinos en el verano de 1381. Participó en la supervisión de la defensa de Norfolk en 1385, cuando una invasión francesa parecía inminente. En 1396 Lancaster le otorgó el derecho legal de usar la tierra dentro de los hundreds de South Erpingham, una recompensa por su leal servicio al Ducado de Lancaster.
En enero de 1398 estalló una disputa entre Bolingbroke y Thomas de Mowbray, primer duque de Norfolk, después de que Mowbray hubiera intentado tender una emboscada y matar a Lancaster, y que el rey ordenó que se resolviera mediante un juicio por batalla entre los dos hombres. Durante los cinco meses previos al 16 de septiembre, día en que debía realizarse el juicio, Bolingbroke viajó por toda Inglaterra en un recorrido por las tierras de Lancaster.  Ricardo detuvo la contienda cuando estaba a punto de comenzar y desterró a Bolingbroke del reino durante diez años, y exilió a Mowbray de por vida. A los reunidos se les dijo que el juicio se había detenido para evitar deshonrar al perdedor y evitar que surgiera una disputa, pero los cronistas, que escribieron después de la entronización de Enrique IV, consideraron la decisión de Ricardo como un acto de venganza. Bolingbroke, como uno de los cinco Lores Apelantes, se había rebelado en noviembre de 1387 y durante un año mantuvieron a Ricardo como una figura decorativa con poco poder real.
Erpingham fue uno de los 17 compañeros nombrados que se ofrecieron como voluntarios para acompañar a Henry Bolingbroke al exilio. Confió sus tierras y propiedades a Sir Robert Berney y otros. El grupo se dirigió a París, donde fueron recibidos por Carlos VI y agasajados con generosos obsequios.  Tras la muerte de su padre el 3 de febrero de 1399, Ricardo confiscó la herencia de Bolingbroke y el rey aumentó su destierro a perpetuo. El 17 de junio de 1399, Erpingham fue testigo de un pacto secreto celebrado en París entre Bolingbroke y Luis I, duque de Orleans, hermano de Carlos VI, en el que se afirmaba que, como aliados, se apoyarían mutuamente contra los enemigos del otro, excepto los reyes de Inglaterra y Francia.
Erpingham fue uno de los partidarios de Bolingbroke que aterrizó con él en Ravenspurn, probablemente a finales de junio de 1399. Mientras Bolingbroke ganaba apoyo para su causa de restaurar su legítima herencia del ducado de Lancaster mientras se movía por el norte y centro de Inglaterra, Ricardo se retrasó en Irlanda. Finalmente encontró barcos para cruzar el Mar de Irlanda, y llegó a Gales alrededor del 24 de julio. Al darse cuenta de la fuerza de la amenaza que representaba su rival, desertó de su corte y se trasladó a través del país con un pequeño grupo de seguidores.
El 27 de julio, Bolingbroke había llegado a Berkeley, cerca de Bristol, donde se reunió con el tío de Ricardo, el duque de York. En Berkeley, York abandonó la causa del rey y se unió a Bolingbroke. Poco después, Erpingham arrestó a Henry le Despenser, obispo de Norwich y uno de los pocos partidarios de Ricardo que quedaban preparados para resistir a Bolingbroke.
Ricardo había llegado al castillo de Conwy cuando Chester cayó ante Bolingbroke el 5 de agosto. El rey fue persuadido por el conde de Northumberland para que abandonara Conwy y viajara 27 km hasta el castillo de Rhuddlan, pero durante el viaje su grupo fue emboscado y él fue hecho prisionero. Según una crónica francesa, la emboscada fue ideada por Northumberland y llevada a cabo por sus hombres, dirigidos por Erpingham. Cuando Ricardo vio hombres armados por todas partes, los planes de Northumberland le fueron revelados, y: «Mientras hablaba, Erpingham se acercó con toda la gente del Conde, sus trompetas sonando en voz alta». Llevado a Londres bajo guardia armada y mantenido bajo la custodia de Erpingham en la Torre de Londres, Ricardo no tuvo otra opción por parte de Bolingbroke y sus representantes, incluido Erpingham, que renunciar al trono.
Bolingbroke le dio a Erpingham dos puestos importantes en la corte al ser nombrado señor alcaide y alguacil del castillo de Dover el 21 de agosto, y chambelán de la casa real después de la coronación de Enrique, puesto que lo convirtió en el jefe de la casa real con la responsabilidad general de la organización de los asuntos domésticos de Enrique, y que mantuvo hasta 1404. Su nombramiento como señor alcaide y alguacil implicó el mando de una guarnición en el castillo y le dio a Erpingham un puesto en el consejo del rey cuando se discutían asuntos estratégicos; como alguacil, le pagaban más de 300 libras esterlinas al año.

## Carrera bajo el mando de Enrique IV

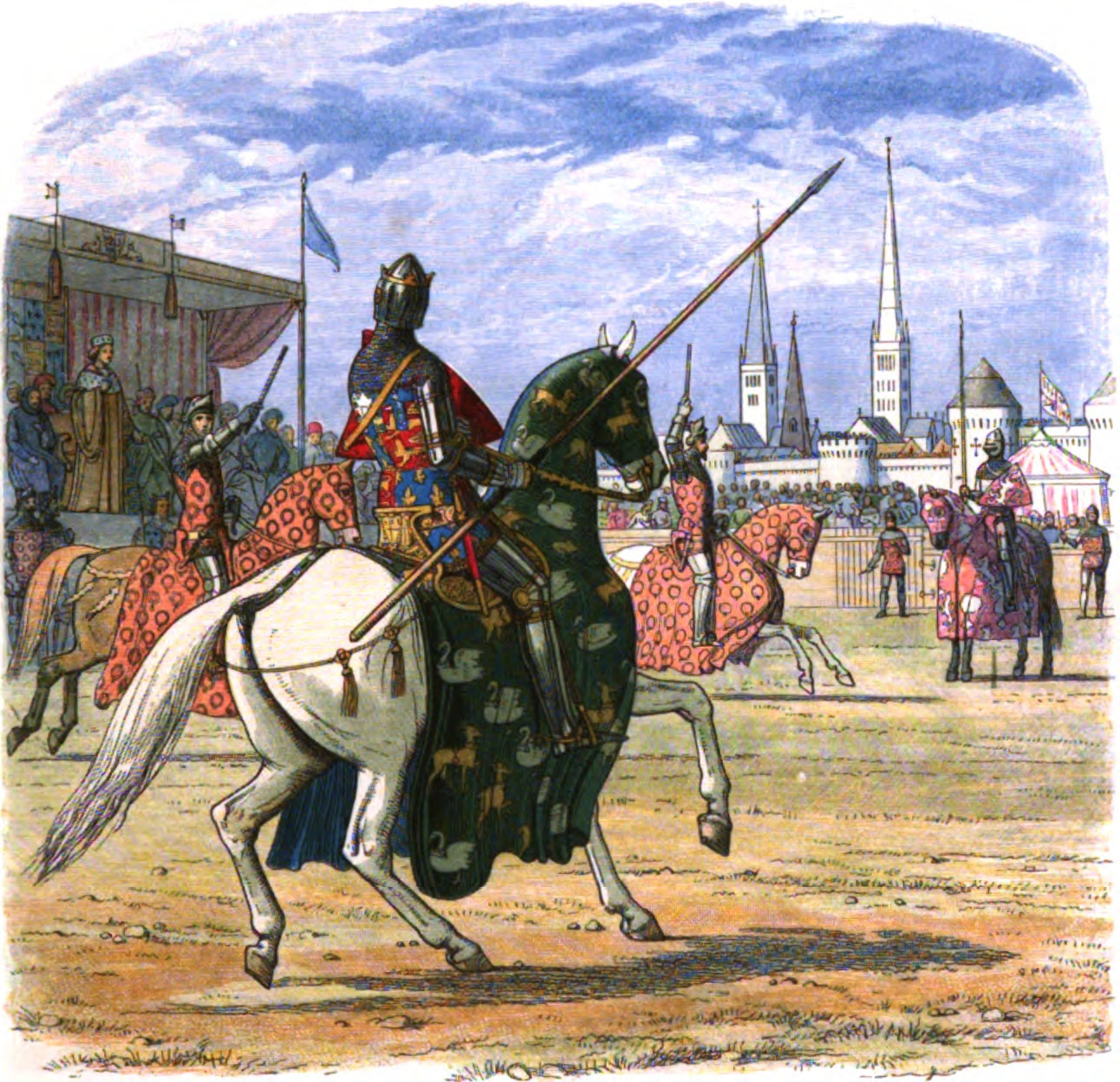
Ricardo II detiene el juicio por batalla entre Enrique, duque de Hereford y el duque de Norfolk (The Chronicle of England (1864))

La coronación de Enrique tuvo lugar el 13 de octubre de 1399 en la Abadía de Westminster. Como parte de la ceremonia, Erpingham llevó una de las espadas del rey durante la procesión a la abadía. Fue uno de los 11 hombres que solicitaron a Enrique en persona que matara a Ricardo.  Era un comandante del ejército que reprimió el Levantamiento de Epifanía de 1399-1400, encabezado por los duketti, término despectivo que se le da a un gran grupo de nobles, muchos de los cuales habían recibido títulos de Ricardo).  Erpingham supervisó la ejecución de dos de los principales rebeldes, Sir Thomas Blount y Sir Benedict Kely. Mientras Blount observaba cómo se quemaban sus propias entrañas ante él, maldijo a Erpingham por ser un «falso traidor»: 

Art thou the traitor Erpingham? Thou art more false than I am or ever was; and thou liest, false knight as though art . . . thou utterest thy false spleen like a false and disloyal traitor; porque por ti y por el falso traidor, el conde de Rutland, la nobleza de Inglaterra es destruida. Maldita sea la hora en que tú y él nacieron .

Enrique recompensó a Erpingham con la custodia de por vida de una casa llamada «le Newe Inne» en Londres. Al año siguiente, Erpingham fue nombrado tutor del segundo hijo del rey, Thomas, duque de Clarence, y aproximadamente en 1401 fue nombrado miembro de la Orden de la Jarretera. Actuó brevemente como mayordomo de la casa real el mismo año y se convirtió en mariscal interino de Inglaterra en octubre. En julio de 1407 se autorizó al duque de Borgoña a negociar un acuerdo de paz permanente entre franceses e ingleses. Una misión dirigida por Erpingham fue a París el mes siguiente, y fueron entretenidos generosamente por miembros del consejo del rey francés.

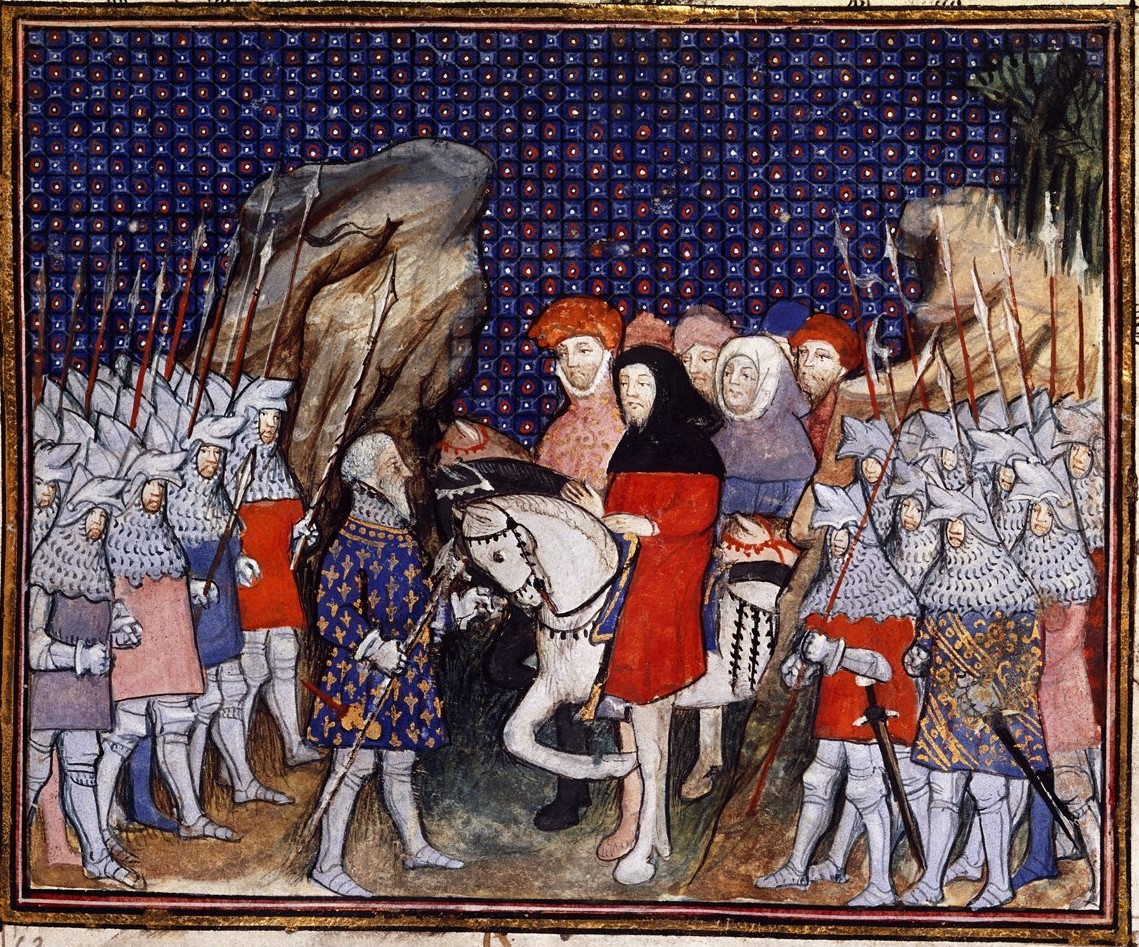
Ricardo II se encontró con sus enemigos, liderados por Erpingham, después de que el rey fuera atraído por el conde de Northumberland del castillo de Conwy (de La Prinse et mort du roy Richart, Biblioteca Británica)

A pesar de la naturaleza militar del cargo de alguacil de Dover, Erpingham participó poco en la guerra de los primeros años del reinado de Enrique IV y, en general, permaneció en la corte. Hizo campaña en Escocia en agosto de 1400, cuando Enrique hizo un intento inútil de hacer que los escoceses lo reconocieran como rey de Inglaterra y le rindieran homenaje.

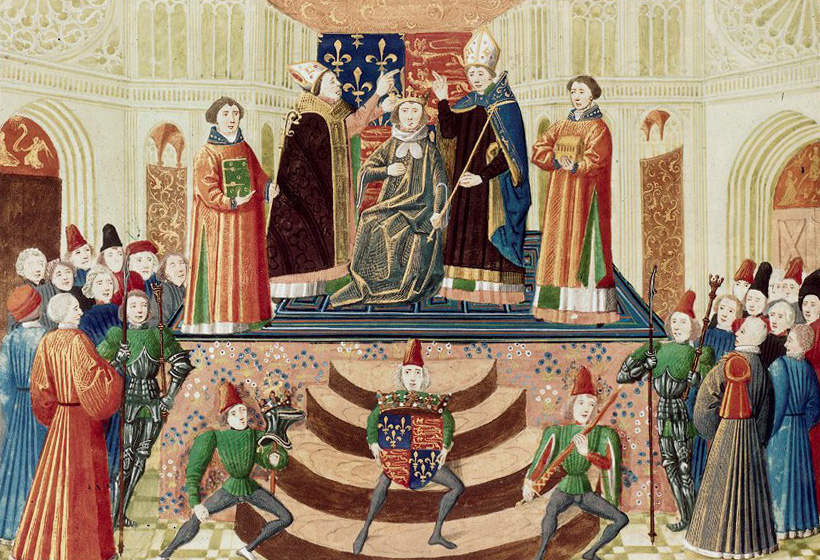
La coronación de Enrique IV, de las Crónicas de Froissart (Biblioteca Británica)

Según una tradición, Erpingham apoyaba la traducción al inglés de la Biblia de John Wycliffe, que se consideraba herética. Supuestamente, Erpingham se salvó de la persecución de la Iglesia porque era favorecido por Enrique IV, por lo que simplemente pagó una multa, que financió la construcción de la Puerta de Erpingham. La historiadora Verónica Sekules considera poco probable que Erpingham apoyara a Wycliffe, y sugiere que si tuvo tal disputa con la Iglesia, fue más probable por el arresto de Despenser por Erpingham.

### Poder e influencia en Norfolk

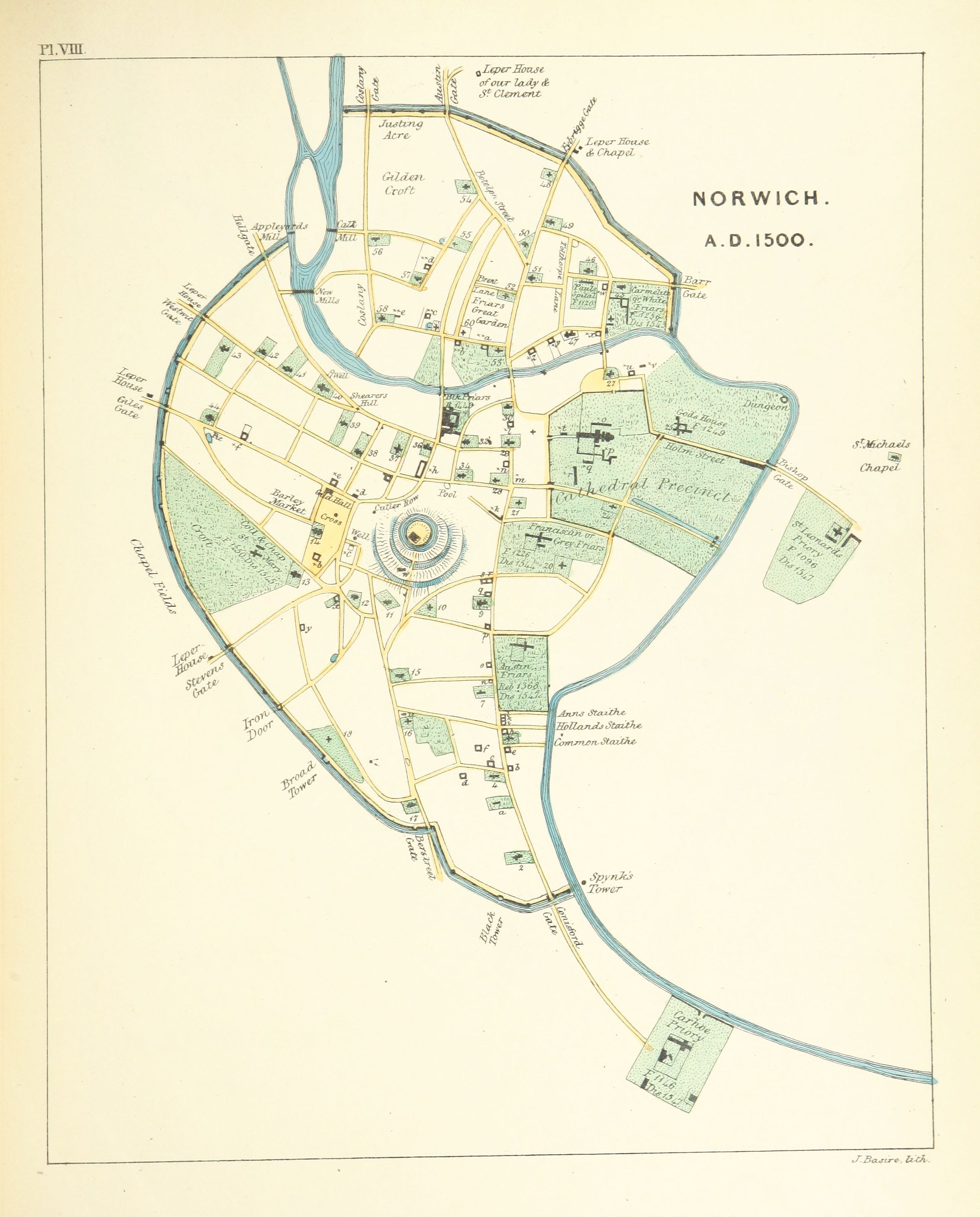
En este mapa de la Norwich medieval, de The History and Antiquities of Norwich Castle (1847) de Samuel Woodward, la casa de la ciudad de Erpingham está marcada con * u.

Sir Thomas Erpingham fue uno de los colaboradores más cercanos de Enrique IV, y después de 1399, la influencia en Norfolk pasó de Despenser a Erpingham y sus amigos. Debido a sus conexiones locales, sus vínculos con el Ducado de Lancaster y su posición en el centro del gobierno,  Erpingham ocupó una posición destacada en la sociedad de East Anglian; fue nombrado para todas las comisiones de paz en Norfolk durante el reinado de Enrique IV. Durante la década de 1400, la autoridad de Erpingham en el norte de Norfolk se extendió a otras partes del condado y a Suffolk. La nobleza de East Anglia que estaba asociada con Erpingham se benefició de su poderosa posición en la corte: Sir John Strange de Hunstanton se convirtió en controlador de la casa real en 1408; Sir Robert Gurney de Gunton se convirtió en ayudante de Erpingham en el castillo de Dover en 1400; y John Winter de Barningham se convirtió en controlador de la casa del príncipe Enrique en 1403. Otros beneficiarios de la amistad de Erpingham incluyeron a Sir Ralph Shelton, John Payn y John Raynes de Overstrand, que sucedió a Payn como alguacil del castillo de Norwich en 1402.
Los principales ciudadanos de Norwich se habían desilusionado con las políticas de Ricardo II, ya que la ciudad perdió su estatuto en 1388 cuando apoyó al Apelante de los Lores. Despenser había permanecido dentro de su diócesis después de la coronación de Enrique, pero su sobrino de él Thomas Despenser, primer conde de Gloucester, había sido ejecutado por su participación en Epifanía Rising. Erpingham intentó que Despenser fuera acusado por apoyar activamente a los rebeldes; y sugirió a Norwich que solicite a Enrique cargos contra Despenser, así se los presentaba al rey.
En la audiencia de Despenser en Londres, Erpingham fue felicitado públicamente por el rey por su lealtad a la Corona. Despenser se vio obligado a aceptar la autoridad de Henry y lo reprendió públicamente; posteriormente fue indultado. Enrique otorgó a la ciudad un nuevo estatuto, y Norwich mostró su gratitud colmando a Erpingham con generosos obsequios «por llevar su palabra al rey por el honor de la ciudad y por tener su consejo».  Las autoridades de la ciudad cooperaron con él como un miembro importante del círculo íntimo de Henry.

## Carrera bajo el mando de Enrique V

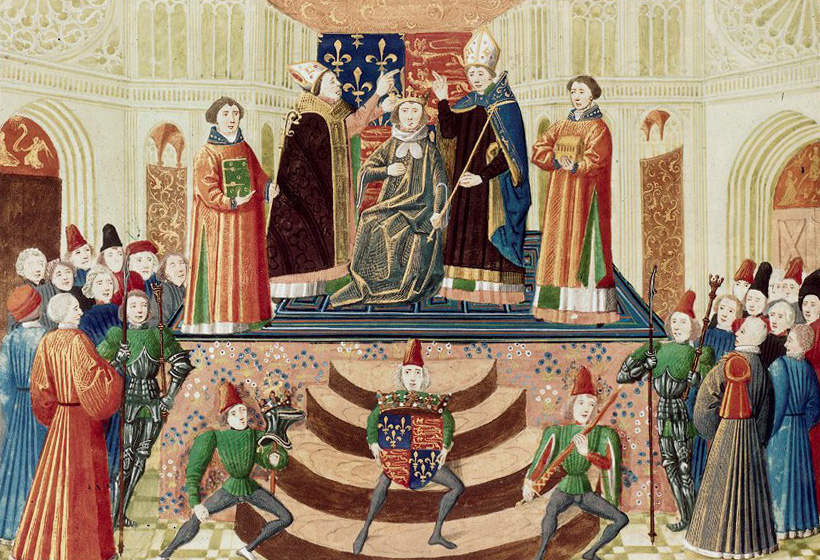
La coronación de Enrique IV, de las Crónicas de Froissart (Biblioteca Británica)

Enrique IV murió en Westminster el 30 de marzo de 1413 y fue sucedido por su hijo Enrique de Monmouth, el Príncipe de Gales. Monmouth había reemplazado a Erpingham como director de Cinque Ports en 1409, pero las relaciones entre los dos hombres siguieron siendo buenas, y después de la coronación el 9 de abril de 1413, Erpingham fue nombrado administrador de la casa, un puesto que ocupó hasta al menos 1415. Después del reinado de Enrique IV, que había estado marcado por el bandolerismo y los disturbios, Enrique V actuó rápidamente para restaurar la ley y el orden en todo el país. Esto se logró en un año. Los administradores de Enrique, incluido Erpingham, eran extraordinariamente talentosos y el orden se mantuvo en Inglaterra durante todo su reinado.
El bisabuelo de Enrique, Eduardo III, había perdido Aquitania en 1337 cuando fue conquistada por Felipe VI de Francia, y como nieto de este, Eduardo tenía derecho al trono francés.  En noviembre de 1414, Enrique lanzó una campaña para recuperar Aquitania y Francia. Fue una forma eficaz de establecer su autoridad como rey al comienzo de su reinado. La planificación estratégica de la expedición en febrero de 1415 involucró discusiones con Erpingham y otros soldados en el círculo íntimo de Henry, parte de lo que la historiadora Anne Curry describe como la «sólida infraestructura y el amplio suministro de mano de obra» del Rey. Erpingham fue contratado para servir como banneret de caballero. Su séquito, que se reunió en brezales en las afueras de Southampton, donde obtenían provisiones, consistía en dos caballeros, 17 escuderos y 60 arqueros.

## Participación en Harfleur y Agincourt
Erpingham cruzó de Inglaterra a Normandía con el ejército de Enrique el 11 de agosto de 1415. El barco del rey llegó a la desembocadura del río Sena el 13 de agosto y el ejército aterrizó a 5 km de Harfleur, un punto de aterrizaje que probablemente se había decidido. de antemano. Los hombres de Erpingham estuvieron presentes durante el asedio de la ciudad, y el 22 de septiembre encabezó la procesión hasta las murallas y presidió la tregua que condujo a su rendición. El ejército inglés luego marchó hacia Calais, seguido por los franceses, que los obligaron a desviarse de la costa. Los ingleses vadearon con éxito el río Somme en Voyennes; A dos días de marcha antes de Calais, fueron bloqueados por los franceses cerca de Agincourt.
Erpingham era uno de los comandantes ingleses de mayor edad en el campo de Agincourt, ya que sus 60 años hacían de él uno de los hombres más veteranos de entre los presentes.  Aunque nunca antes había participado en una batalla campal, había luchado en acciones menores y, como señaló Curry, era «sin duda uno de los soldados más experimentados presentes» en Agincourt. No se le menciona en ninguna versión inglesa contemporánea de la batalla, pero tres cronistas franceses, Jean de Wavrin, Enguerrand de Monstrelet y Jean Le Fèvre, dan descripciones detalladas de su papel en la batalla. Las tres divisiones principales (o «batallas») del ejército inglés estaban al mando de Enqrique y de dos soldados veteranos,  la retaguardia, a la derecha del rey, estaba dirigida por Thomas Camoys, primer barón Camoys, mientras que la vanguardia, a la izquierda del rey, estaba dirigida por Eduardo, duque de York.

### La batalla
El 25 de octubre, día de la batalla, el ejército inglés estaba en posición al amanecer. Con ambos flancos protegidos por los bosques de Tramecourt y Azincourt, el ejército estaba formado por 5 000 arqueros y 800 hombres de armas desmontados; en proporción al número de hombres de armas presentes, el número de arqueros ingleses era alto.  Debido a la autoridad que tendría su antigüedad, a Erpingham se le dio el mando de los arqueros. Los hombres de armas se colocaron a cuatro filas en el centro de la brecha entre los dos bosques. La mayoría de los arqueros se colocaron en los flancos de los hombres de armas, pero algunos arqueros se colocaron entre ellos, y 200 se escondieron en un claro en el bosque de Tramecourt, cerca de las líneas francesas.  Cada arquero tenía una estaca, de doble punta y de 1,8 m (6 pies) de largo, que estaba enterrada profundamente en el suelo y, según un testimonio de un testigo ocular, «inclinada hacia el enemigo más alta que la cintura de un hombre por encima del suelo». . Las estacas daban protección contra una carga de la caballería francesa.

...el rey de Inglaterra, que había designado a un caballero llamado sir Thomas Erpingham para colocar a sus arqueros al frente en dos alas, confió completamente en él, y sir Thomas, para hacer su parte, exhortó a todos a hacer el bien en nombre del rey. , rogándoles que luchen enérgicamente contra los franceses para asegurar y salvar sus propias vidas. Y así el caballero, que cabalgaba con otros dos sólo al frente del batallón, viendo que había llegado la hora, pues todo estaba bien arreglado, arrojó un bastón que sostenía en la mano, diciendo "Nestrocq", que era el señal de ataque; luego desmontó y se reunió con el rey, que también iba a pie en medio de sus hombres, con su estandarte delante de él.
Jean de Wavrin (c.1400 – c.1474)
Recueil des chroniques d'Angleterre, traducido por Sir William Hardy and Edward L.C.P. Hardy (1887)

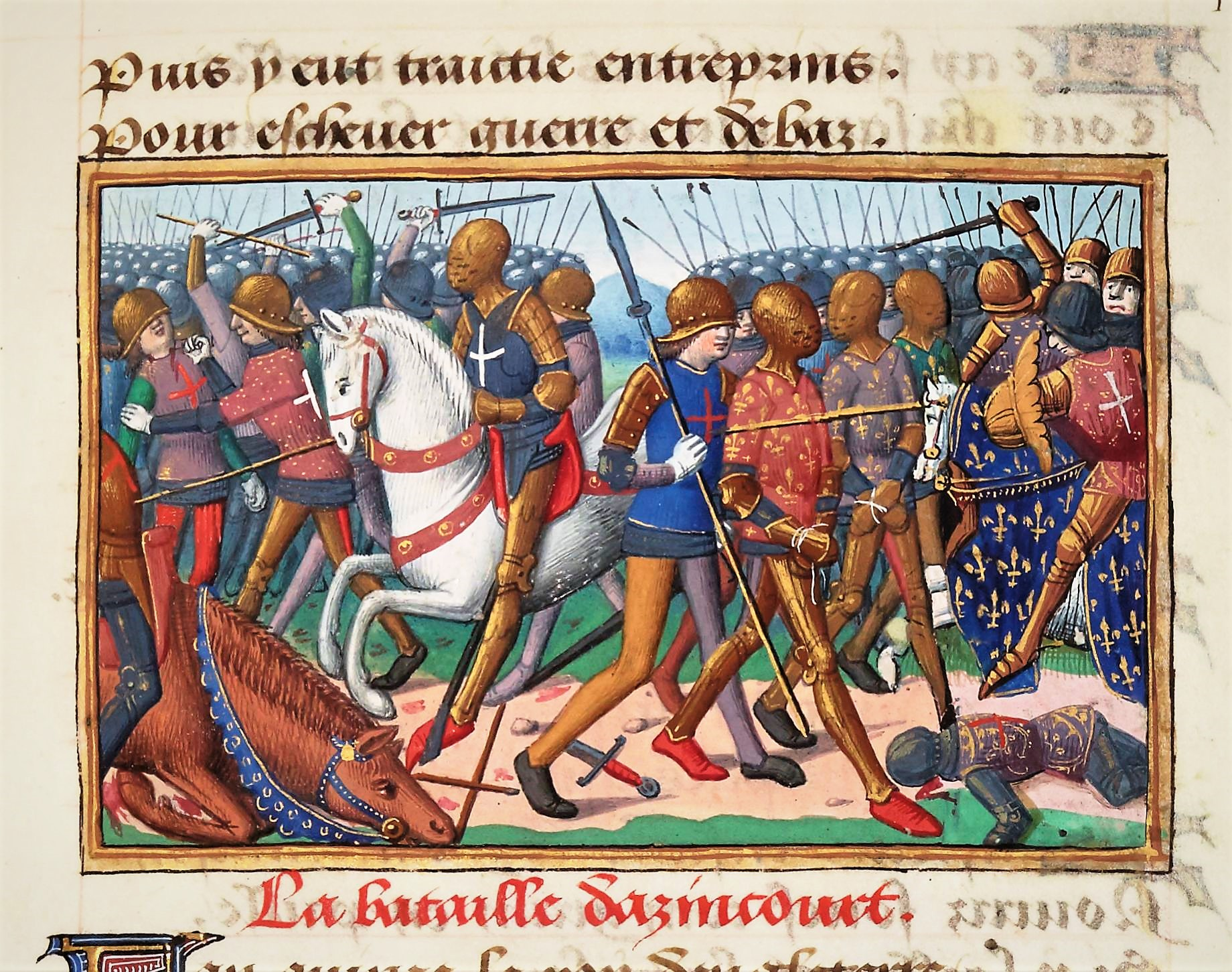
La batalla de Agincourt, de las vigilias de Carlos VII de Martial d'Auvergne (c.1484)

Después de que el ejército francés no pudo atacar, se ordenó a Erpingham que advirtiera al ejército que estaba a punto de avanzar a tiro de arco de los franceses. Lanzó su bastón hacia arriba como señal para avanzar y ordenó «¡Ahora ataca!». El fuerte acento norfolk de Erpingham pudo haber causado que los franceses lo escucharan mal, ya que algunos cronistas registraron la orden como «Nestroque».. Luego desmontó y se movió con su estandarte para unirse al Rey, donde permaneció durante el resto de la batalla.
Cuando los ingleses avanzaron con un gran grito, los franceses respondieron iniciando su propio avance, cada ejército moviéndose aproximadamente a la misma distancia. Los ingleses hicieron una pausa y el cuerpo principal de arqueros replantó sus estacas. Luego comenzaron a disparar continuamente sus flechas, lo que indicó a los arqueros ocultos que comenzaran a disparar contra los flancos franceses.  El plan francés era utilizar hombres de armas montados para vencer a los arqueros ingleses, dejando las batallas y los hombres en las alas para atacar a sus homólogos ingleses, superados en número. Este plan fracasó cuando la caballería fue detenida por la tormenta de fuego de flechas y las estacas plantadas por los arqueros; su retirada fue interrumpida por el avance de los soldados de infantería franceses. El caos que siguió permitió a los hombres de armas ingleses penetrar en las batallas francesas.
El combate melé que siguió fue la parte más importante de la batalla. Una vez que los hombres de armas de los dos ejércitos se enfrentaron, los arqueros ingleses dispararon contra los flancos de los franceses. La evidencia sugiere que la vanguardia inglesa, liderada por York, quien fue asesinado, soportó la mayor parte de los combates. Avanzando por el lodo profundo, los franceses estaban exhaustos cuando llegaron a los ingleses. Los muertos o derribados en el frente obstaculizaron a otros detrás de ellos, haciendo que los hombres se amontonaran. Los franceses inmovilizados murieron donde estaban y los ingleses sufrieron muchas menos bajas. Cualquiera de los franceses que intentaran retirarse fue bloqueado por sus camaradas que avanzaban; si intentaban moverse hacia los flancos, eran objetivos de los arqueros ingleses. En esta etapa del combate cuerpo a cuerpo, los arqueros abandonaron sus arcos y atacaron los flancos de la masa de los franceses con todas las armas a mano. Esto, y su posición fallida al frente, hicieron que los franceses se derrumbaran, y muchos fueron abatidos o capturados persiguiendo a los arqueros y hombres de armas ingleses. No todos los franceses se habían involucrado en la lucha y solo la vanguardia había sido derrotada. Cuando gran parte de la principal batalla francesa fue destruida por los hombres de armas ingleses y los arqueros armados de nuevo dispararon contra ellos, el ejército francés, en gran parte sin líderes, se retiró del campo, a excepción de un grupo de 600 hombres que murieron. o capturado cuando acusaron a los ingleses.

### Consecuencias de la batalla
Después de la batalla, el ejército de Enrique marchó hacia el enclave inglés de Pale of Calais, se embarcó en Calais el 16 de noviembre y regresó a Inglaterra.  Erpingham estaba entre los 300 hombres armados, que incluían cuatro barones y 22 caballeros, y 900 arqueros que guarnecieron la ciudad durante el invierno. La antigüedad de los hombres de armas era un reflejo de lo importante que era para Enrique que los franceses no perdieran la ciudad.
A su regreso a Inglaterra, la recompensa de Erpingham por los servicios que prestó durante la guerra incluyó la granja de la mansión Lessingham y una anualidad del rey de 50 marcos.  En julio de 1416, en su calidad de administrador de la casa real, viajó de regreso a Calais con John Wakering, el obispo de Norwich. Allí dieron la bienvenida al duque de Borgoña, antes de su reunión con el rey Enrique.

## Vida personal

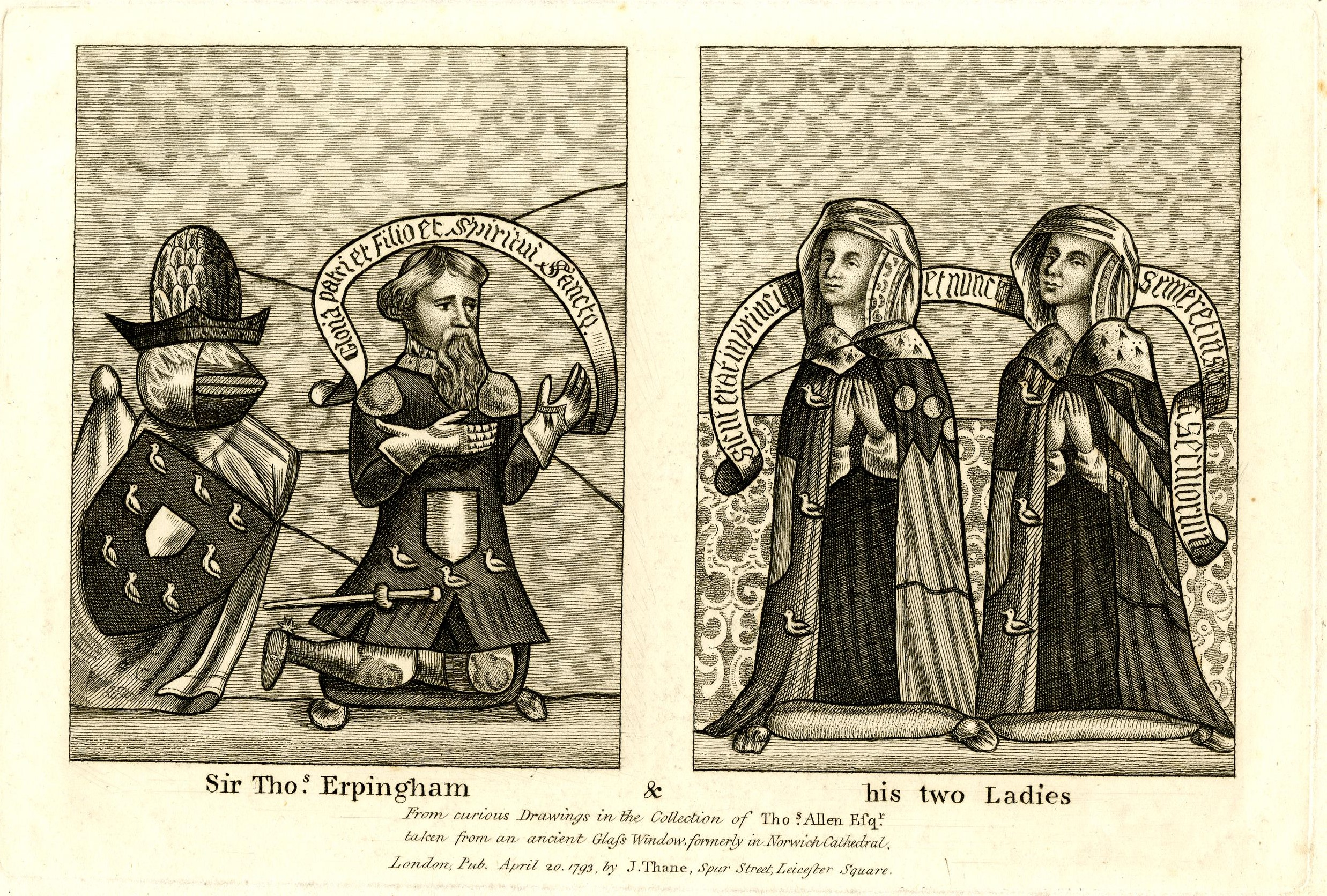
Sir Thomas Erpingham con sus dos esposas

Durante su estancia en Norwich, Erpingham, su familia y sus sirvientes vivían en una gran casa ubicada entre la catedral de Norwich y el río Wensum, con sus tierras bajando hasta el río. La casa fue adquirida a Sir Robert Berney en 1409. Conocido como «Berney's Inn», «Erpingham» o «Calthorpe's House», no se localizó con precisión hasta 1981. No sobreviven restos, aunque fue una fuente importante de empleo para el área local durante el tiempo que estuvo ocupada por Erpingham. Fue heredado por su sobrina. En el siglo XVII, la casa y sus terrenos asociados fueron subdivididos y edificados.
Las conexiones de Erpingham con los habitantes de Lancaster y su creciente riqueza lo llevaron a adquirir tierras, alquileres y servicios en Norfolk, Suffolk y Essex, mansiones que a veces se mantienen en posesión conjunta con sus vecinos o parientes. Curry enumera más de 40 mansiones que tuvo durante su vida, algunas de forma permanente: tres fueron heredadas de su padre, como la mansión en Erpingham, otras siete llegaron a él durante las décadas de 1370 y 1380, además Enrique IV le dio ocho mansiones en 1399 y ese año adquirió otras siete por otros medios; otros siete fueron adquiridos durante la década de 1400, además compró doce mansiones desde 1410 hasta 1421. También perdió la tenencia de algunas de sus tierras, un hecho común en el momento en que se otorgaron mansiones «de por vida»; el centenar, que incluía su aldea natal, se perdió en 1398, cuando el rey Ricardo entregó a Katherine Swynford, tercera esposa del duque de Lancaster, «las mansiones de Erpingham y Wyckmere, y de todas las tierras, alquileres, servicios, villanos con sus aldeas, etc. allí y en todas las demás ciudades de Norfolk en algún momento del caballero de Robert Erpingham». En 1407 Berney ayudó a Erpingham a comprar la mansión en Blickling. Su familia vendió Blickling al soldado Sir John Fastolf en 1431.

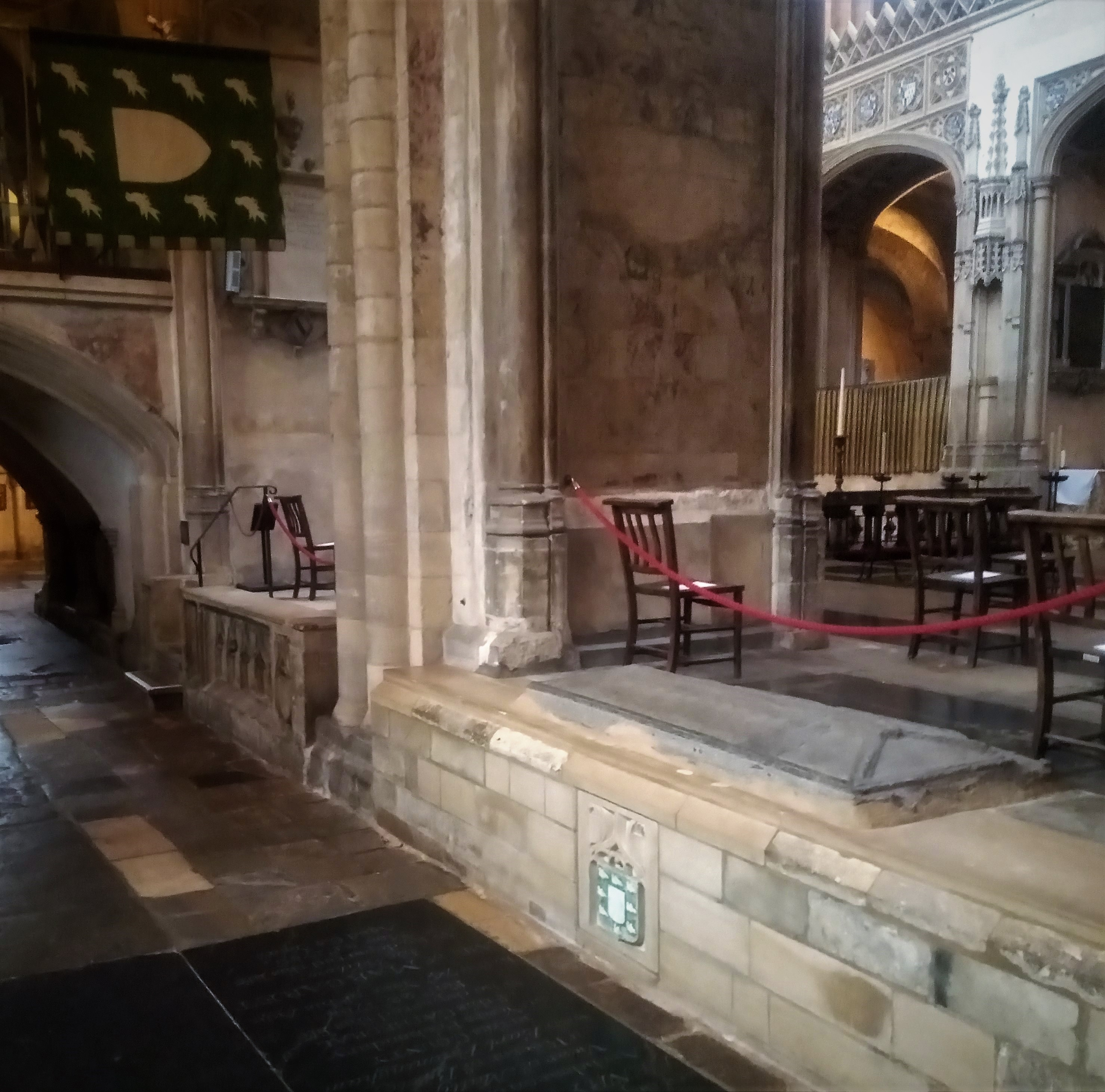
Tumba de Erpingham en la catedral de Norwich

Erpingham se casó con Joan Clopton, la hija de Sir William Clopton de Clopton, Suffolk, en algún momento antes de 1389, y enviudó en 1404. Su segundo matrimonio fue con Joan Walton, la hija de Sir Richard Walton y viuda de Sir John Howard, quien murió en 1409 o 1410. Joan murió en 1425. La evidencia de que Erpingham se casó dos veces proviene en parte de una ventana frente a la capilla de la catedral de Norwich, que una vez lo mostró a él y a sus dos esposas, así como registros de la iglesia, que indican que fue enterrado con sus dos esposas. Ambos matrimonios no tuvieron hijos.
Erpingham tuvo una profunda influencia en las carreras de los dos hijos de su hermana Julian, quien se casó con Sir William Phelip (o Philip) de Dennington. La posición de Erpingham en la corte ayudó al hijo mayor William a convertirse en miembro de la casa personal de Enrique IV; El hermano de William, John, ocupó un puesto similar en la corte de Enrique de Monmouth.  Los hermanos se mantuvieron muy unidos a su tío. William y Erpingham a menudo se registraban como cofradías de propiedades en East Anglia, y William era la fianza de su tío en el Exchequer. La fortuna de la familia mejoró aún más cuando Enrique de Monmouth se convirtió en rey, aunque John murió en Harfleur en 1415. Su hermano fue nombrado caballero en vísperas de la coronación y más tarde luchó en Agincourt.
A partir de 1417, parece que Erpingham se retiró y vivió los años que le quedaban en Norfolk, después de haber renunciado a su puesto de administrador en mayo. El rey Enrique murió en 1422, después de lo cual Erpingham no tuvo más contacto con la corte. Murió el 27 de junio de 1428,y yace en su sepulcro situado en el lado norte del presbiterio de la catedral de Norwich. Sir William Phelip, que era un albacea del testamento de su tío, «heredó sus posesiones sustanciales en Norfolk». Con fecha del 25 de marzo de 1427, el testamento contiene legados a la catedral de Norwich, iglesias en Norfolk y Londres, dos hospitales de Norwich y varios conventos de East Anglian. Erpingham especificó que «toda mi armadura y los arneses de mi persona serán entregados a la Holy Trinity [Catedral] en Norwich».

## Legado arquitectónico

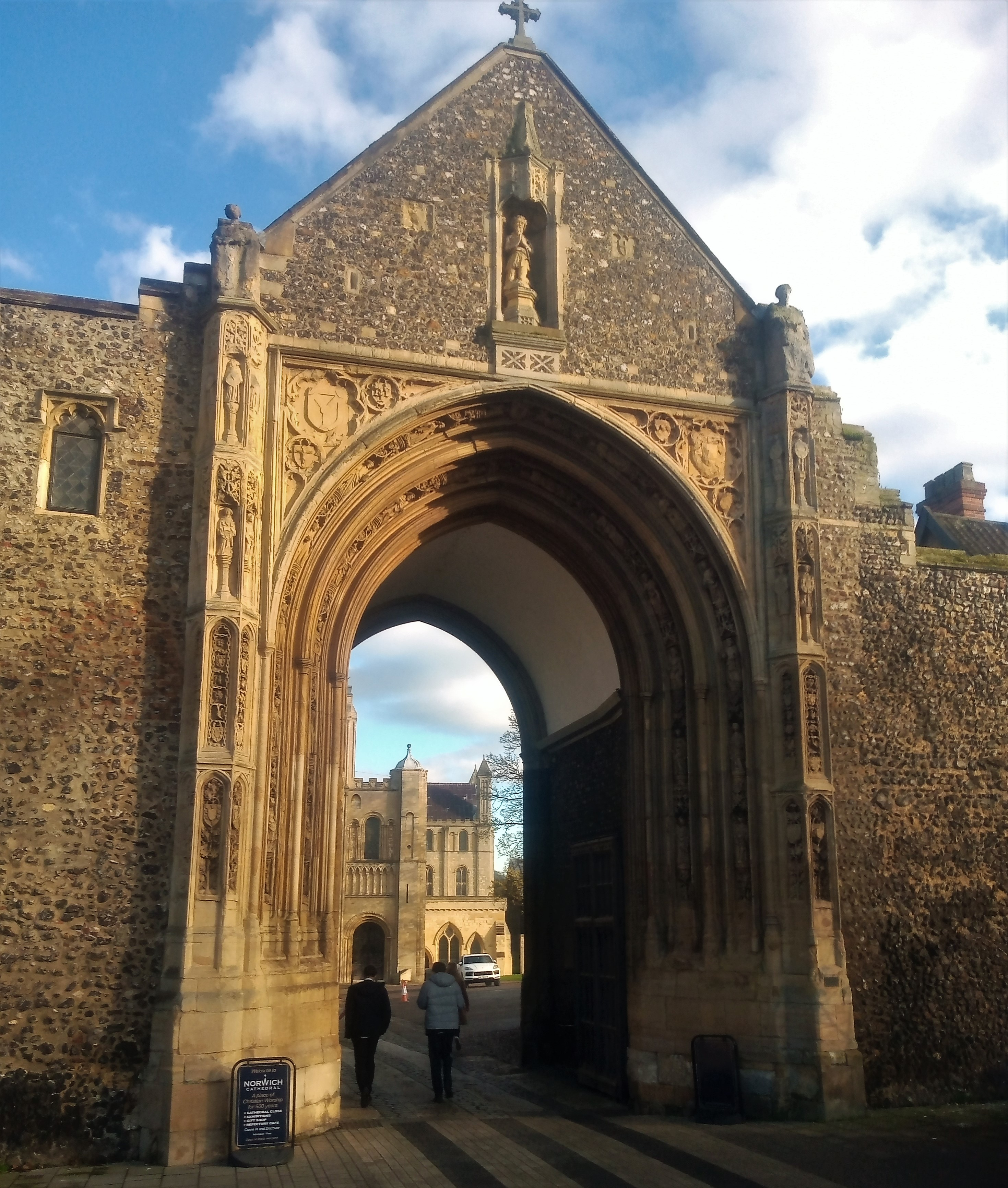
Puerta de Erpingham (Catedral de Norwich)

Erpingham fue un benefactor de la ciudad de Norwich, donde construyó en 1420 la puerta de la catedral que lleva su nombre, frente a la puerta oeste, que conduce a Cathedral Close. También financió la reconstrucción de la Iglesia de Blackfriars en Norwich después de que un incendio en la ciudad causó graves daños al complejo del convento original en 1413, que en 2020 era del convento más completo que se conserva en Inglaterra.  Por último, costeó la torre oeste de la iglesia de Santa María, en el pueblo de Erpingham.
En 1419 Erpingham pagó para que se vidriara la ventana del presbiterio este de la iglesia del convento de St. Austin en Norwich, ventana que contenía ocho cristales  con dedicatorias a 107 nobles o caballeros que murieron sin tener un heredero desde el reinado de Eduardo III. El edificio fue demolido en 1547 después de que el priorato fuera suprimido en 1538.

## Aparición en el Henriad
Sir Thomas Erpingham aparece dos veces en el Acto IV de la obra de William Shakespeare Enrique V, impresa por primera vez en 1600,  y se menciona (pero no aparece) en el Acto II de Ricardo II. Según el estudioso de Shakespeare Thomas M. Cranfill, Erpingham juega un «papel considerable y conmovedor». Justo después del comienzo de la Escena 1, Erpingham entra y es reconocido por el Rey. Cuando el anciano se va, Henry responde (probablemente fuera del alcance de Erpingham): «¡Dios mío, viejo corazón! Hablas alegremente!», una línea, como escribe el historiador Lawrence Danson, «equilibrado en la gratitud y la ironía, la admiración y desesperación»:  Más tarde en la misma escena, Erpingham vuelve a entrar para informar al rey que sus nobles lo están buscando, y en una línea simple transmite la carga de ser un gobernante. Erpingham es una contraparte del personaje de John Falstaff, su breve aparición en el Henriad contrasta con el papel mucho más importante que se le dio a Falstaff. Henry enfatiza la vejez del caballero y lo distingue al referirse constantemente por su nombre completo, y el carácter se usa para acentuar la conexión entre la vejez y la bondad.
En las representaciones cinematográficas de la obra, el papel de Erpingham es en gran parte mudo, como en la película de Laurence Olivier de 1944. Erpingham aparece por primera vez cerca del final de la película, durante la noche anterior a la batalla de Agincourt. Kenneth Branagh, en su película de 1989, usó al personaje con más frecuencia y, según Curry, de una manera que era «notablemente más inventiva» que Olivier y mostraba más conciencia del lugar de Erpingham en la historia.  Identificable en ambas películas por su distintivo escudo de armas y su cabello blanco, en contraste con el del joven Henry y sus cortesanos, Branagh incluye a Erpingham con buenos resultados en las escenas de la corte ambientadas en Inglaterra, así como durante la batalla y su secuelas y le da al personaje un papel más central (aunque en gran parte silencioso), sin distorsionar las intenciones originales de Shakespeare para el papel.